# Breitling Orbiter 3
Breitling orbiter 3 je balon na vroč zrak in helij ter pogonom na propan, ki je ponesel dvočlansko posadko, Bertranda Piccarda in Briana Jonesa okrog sveta. S tritedenskim poletom si je posadka prislužila nagrado skoraj 610.000 funtov za prvo pot okoli sveta z balonom. Zaskrbljena zaradi porabe goriva je skupina pred vzletom dodala štiri dodatne rezervoarje za propan, kar se je kasneje izkazalo za nujno, da je lahko balon končal pot.